# Ray Lewington
Raymond Lewington (Londra, 7 settembre 1956) è un allenatore di calcio ed ex calciatore inglese, di ruolo centrocampista.

## Carriera

### Allenatore
Inizia la sua esperienza di allenatore del Fulham. Dal 29 aprile 1998 al 10 maggio 1998 guida il Crystal Palace, dal 20 novembre 2000 al 7 maggio 2001 il Brentford e dall'11 luglio 2002 al 28 marzo 2005 ha guidato il Watford.
Dal 9 agosto 2005 allena le riserve del Fulham con l'aiuto di Billy McKinlay. Il 21 dicembre 2007 dopo l'esonero di Lawrie Sanchez diventa allenatore interim insieme a Billy McKinlay alla guida del Fulham, il 28 dicembre lascia il comando della squadra a Roy Hodgson, e ne diventa vice, mentre Billy McKinlay rimane alla guida delle riserve. Il 1º luglio 2010 diventa di nuovo allenatore interim del Fulham dopo il passaggio di Roy Hodgson al Liverpool, rimane alla guida fino al 29 luglio, dove i cottagers ingaggiano Mark Hughes, e diventa vice. Il 17 ottobre 2010 diventa responsabile del settore giovanile. Il 30 giugno 2011 il recente allenatore Martin Jol lo nomina vice allenatore. Il 2 febbraio 2012 ritorna alla guida della squadra riserve del Fulham.
Il 4 maggio viene nominato vice allenatore di Roy Hodgson alla guida della nazionale inglese.
Il 5 luglio lascia la guida della squadra riserve dei cottage.

## Palmarès

### Giocatore

#### Competizioni nazionali
- North American Soccer League: 1

Vancouver Whitecaps: 1979